# Сан-Францисская и Калифорнийская епархия
Сан-Франци́сская и Калифорни́йская епархия — епархия Американского экзархата Русской Православной Церкви.

## История
Была учреждена в 1946 году как епархия Московского Патриархата. Существовала параллельно с одноимёнными епархиями Русской зарубежной церкви и Северо-Американской митрополии.
Епархия просуществовала до дарования автокефалии Северо-Американской митрополии в 1970 году, когда Московский Патриархат упразднил все свои епархии в Северной Америке, а приходы Сан-Францисской епархии, пожелавшие остаться в составе Московского патриархата, были включены в состав патриарших приходов в США.

## Епископы
- 1947 — 24 июня 1952 — Антоний (Васильев)
- июль 1952 — ноябрь 1956 — Феодор (Текучёв)
- 14 декабря 1958 — октябрь 1960 — Дионисий (Дьяченко)
- 2 февраля 1969 — 10 апреля 1970 — Марк (Шавыкин)